# Rettungswache

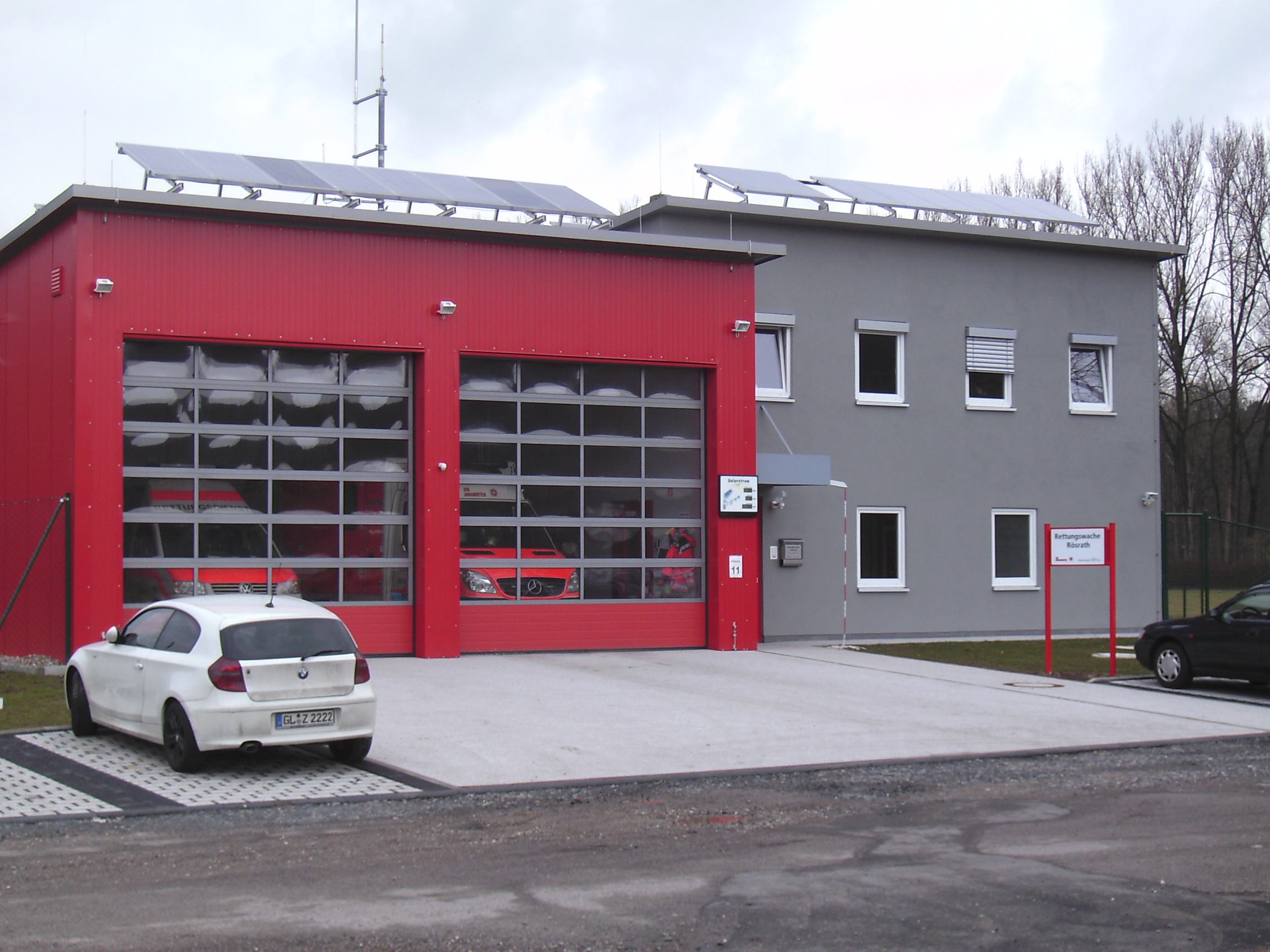
Rettungswache in Rösrath

Eine Rettungswache (RW oder auch ReWa) ist eine Einrichtung des Rettungsdienstes (RD). In ihr halten sich die Besatzungen der RD-Fahrzeuge (Krankentransportwagen (KTW), Rettungswagen (RTW), Notarztwagen (NAW), Notarzteinsatzfahrzeuge (NEF) und Intensivtransportwagen (ITW)) in ihrer einsatzfreien Zeit auf.
Der Standort von Rettungswachen wird vom Träger des Rettungsdienstes (in der Regel Kommunalverwaltung bzw. Rettungszweckverband, in Baden-Württemberg Rettungsdienst-Bereichsausschuss) gemäß den landesrechtlichen Vorgaben festgelegt (Lage an Straßen, Verteilung innerhalb eines Gebietes, räumliche und zeitliche Entfernung zu Nachbarwachen, erreichbare Bevölkerung pro Zeitspanne etc.). Die Anzahl der Rettungswachen in einem Rettungsdienstbereich richtet sich vor allem nach der jeweils geltenden Hilfsfrist.
Rettungswachen werden in der Regel von der Hilfsorganisation bzw. Feuerwehr gebaut, die den Rettungsdienst in diesem Gebiet betreibt. Dabei kann das Bundesland finanzielle Zuschüsse zum Bau geben. Im Rahmen eines Neubaus einer Rettungswache können weitere Räume (z. B. für Verwaltung, Ausbildung) vom Bauherrn vorgesehen werden; diese sind aber nicht zuschussfähig.
Eine Rettungswache sollte mindestens eine Fahrzeuggarage, einen Aufenthalts- und einen Ruheraum für die Besatzung(en), ein Büro für die Verwaltungsangelegenheiten, einen Lager- und einen Desinfektionsraum haben. Manchmal werden aber auch vorhandene Räumlichkeiten genutzt, die als Rettungswache eigentlich suboptimal sind, weil z. B. in der einzigen Toilette / Dusche desinfiziert werden muss.
Für jede Rettungswache hat eine Person die Funktion eines sog. „Wachleiters“ inne, auch wenn sie organisationsintern anders genannt wird. Der Wachleiter ist zuständig für den inneren Betrieb der Rettungswache und ist in dieser Funktion Ansprechpartner für Behörden, namentlich die Rettungsleitstelle (RLSt).
Die größte deutsche Rettungswache ist die Hauptrettungswache Stuttgart, welche über 2 NEF, 18 RTW, 1 Infektions-Rettungswagen, 19 KTW und 5 Einsatzführungsfahrzeuge (ELW) verfügt. Die 2.000 m² große Fahrzeughalle bietet Platz für 45 Einsatzfahrzeuge.

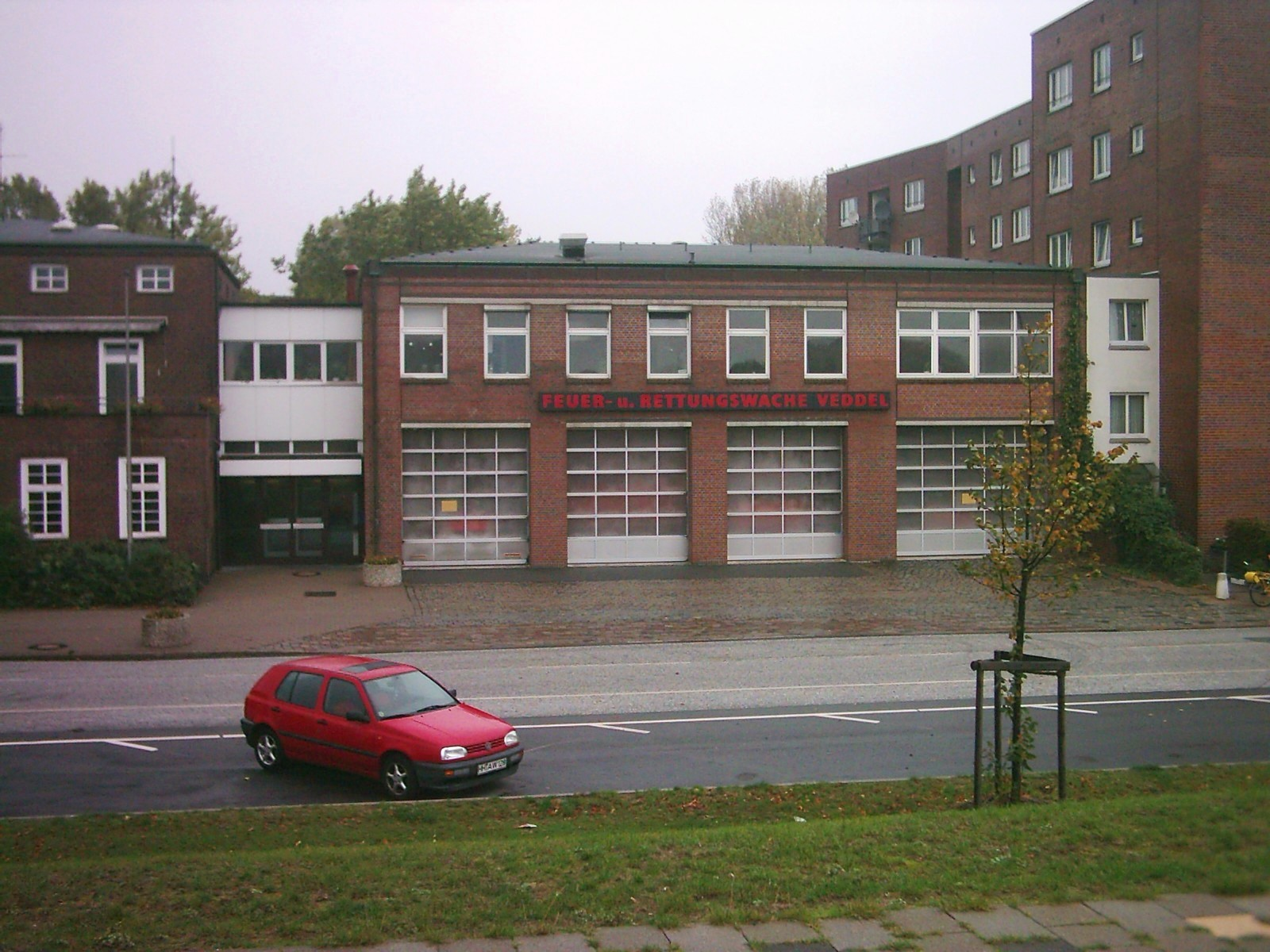
Feuer- und Rettungswache in Hamburg-Veddel
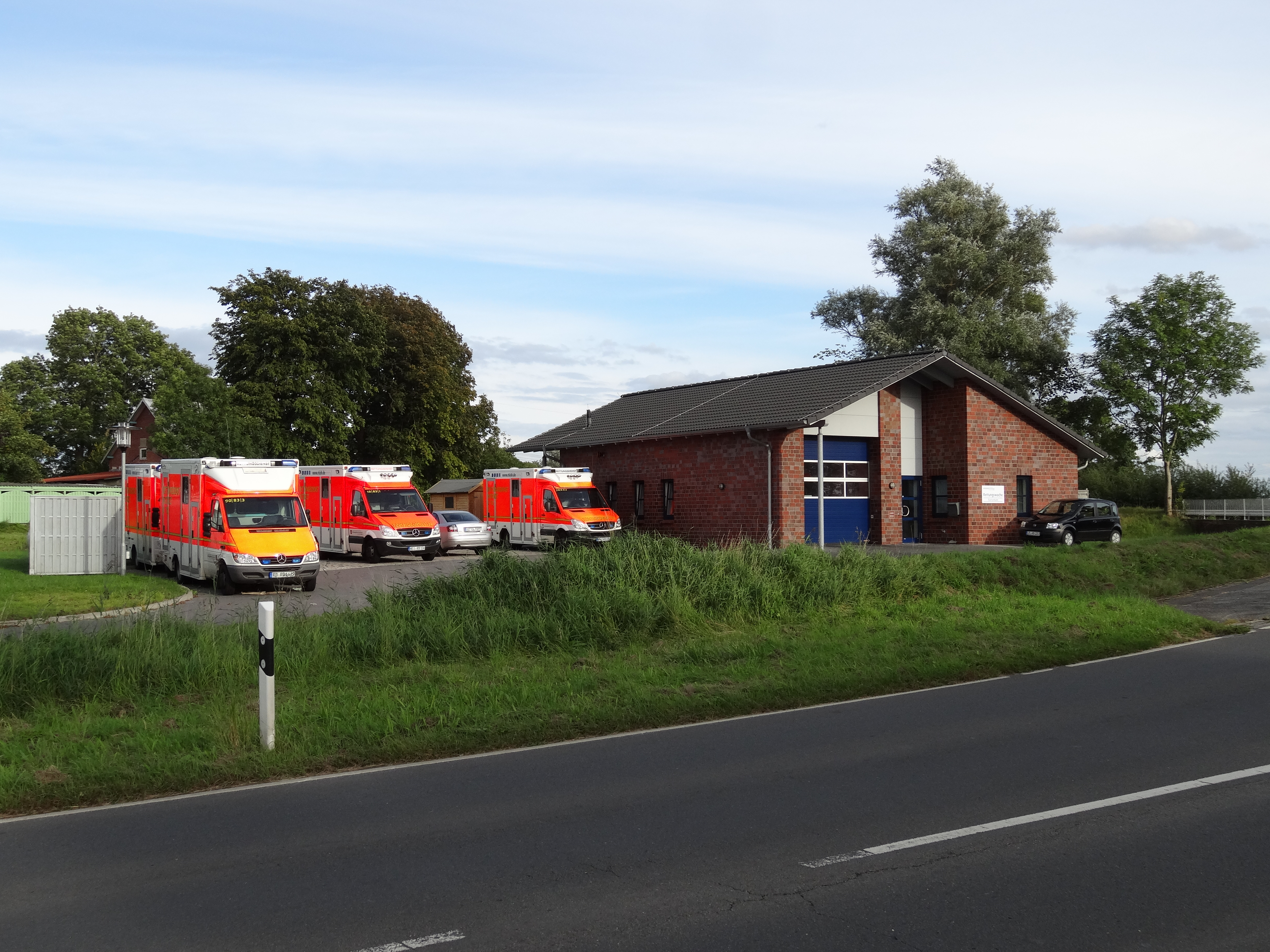
Station auf dem Land in der Marsch in der Nähe der B 5 und Bekdorf
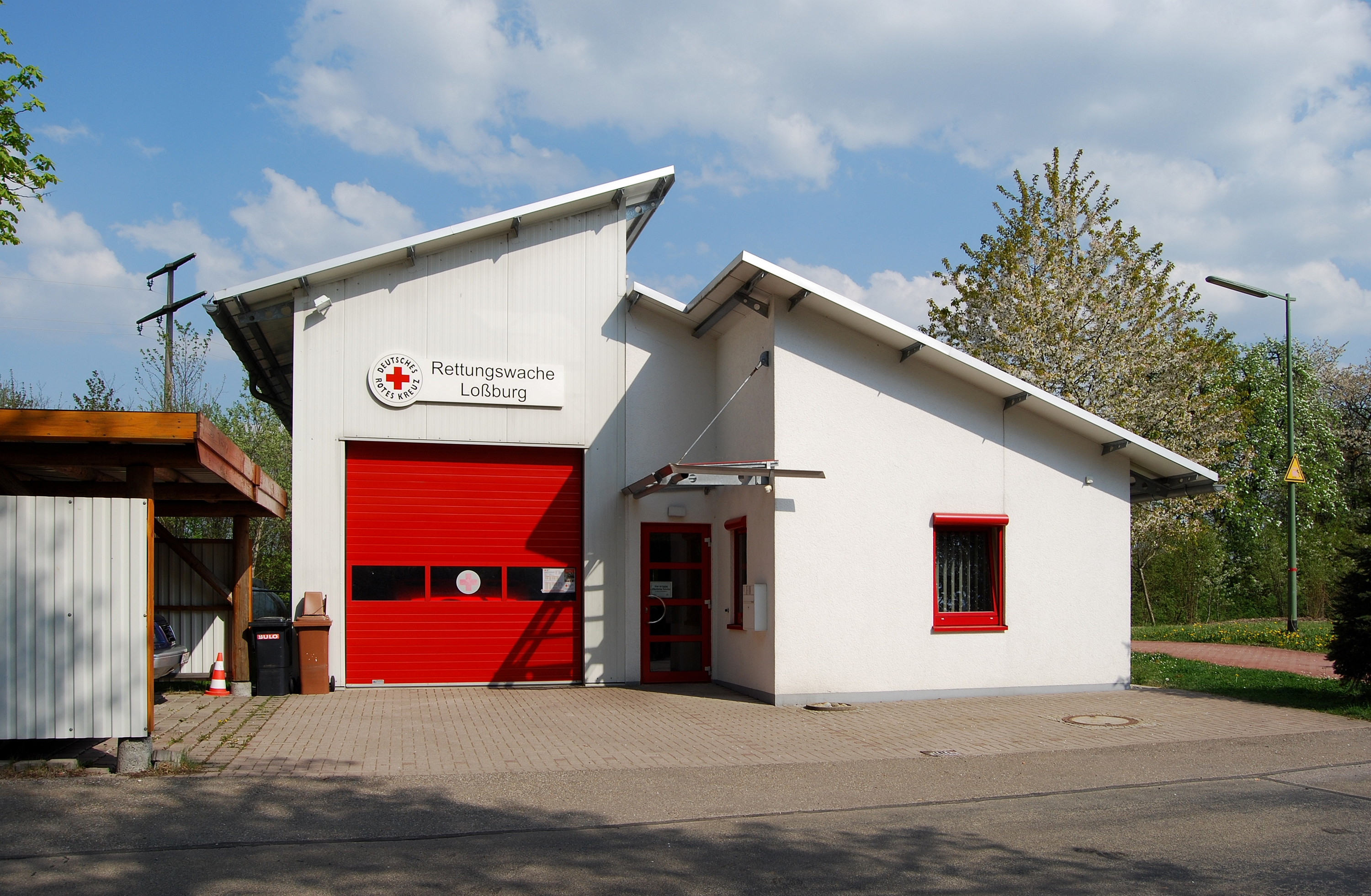
Rettungswache Loßburg